# Посольство Украины в Ирландии
Посольство Украины в Ирландии (укр. Посольство України в Ірландії) — главная дипломатическая миссия Украины в Ирландии, расположена в столице страны Дублине.

## Посольство
Основная задача посольства Украины в Дублине — представлять интересы Украины, способствовать развитию политических, экономических, культурных, научных и других связей, а также защищать права и интересы граждан и юридических лиц Украины, которые находятся на территории Ирландии.
Посольство способствует развитию межгосударственных отношений между Украиной и Ирландией на всех уровнях, с целью обеспечения гармоничного развития взаимных отношений, а также сотрудничества по вопросам, представляющим взаимный интерес. 
Посольство исполняет также консульские функции.

## История дипломатических отношений
Ирландия признала провозглашённую 24 августа 1991 года Украину 31 декабря того же года. 1 апреля 1992 года были установлены дипломатические отношения между Украиной и Ирландией. В 2003 году начало свою работу посольство Украины в Дублине.

## Послы Украины в Ирландии
1. Сергей Васильевич Комиссаренко (14 марта 1995[2]—25 декабря 1997[3])
2. Владимир Андреевич Василенко (13 июля 1998[4]—10 апреля 2002[5])
3. Евгений Юрьевич Перелыгин (5 января 2004[6]—1 марта 2006[7])
4. Ирина Анатолиевна Ефремова (2006—2008) временная поверенная
5. Борис Николаевич Базилевский (16 ноября 2007[8]—5 февраля 2010[9])
6. Сергей Викторович Рева (25 августа 2010[10]—15 июля 2015[11])
7. Сергей Александрович Романенко (2017) временный поверенный
8. Елена Александровна Шалопут (2017—2021) временная поверенная
9. Лариса Анатольевна Герасько (с 28 апреля 2021[12])